# Segunda División (Venezuela)
La Segunda División è la seconda categoria del calcio professionistico venezuelano ed è immediatamente sotto la prima divisione nazionale. In questa categoria si svolgono 2 tornei, l'Apertura e Clausura. Il vincitori di ciascun torneo si affrontano al termine della stagione per decidere chi è il campione della categoria; se il vincitore dei due tornei è la stessa squadra, essa è automaticamente campione della categoria. Fino al 2011-2012 era composta di due categorie, la Segunda A e Segunda B, poi unificate a partire dalla stagione 2012-2013.

## Squadre partecipanti

### Stagione 2020

#### Grupo Centro Oriental (A) (Sede Lara)
| Club                | Città          | Allenatore       | Stadio                | Spettatori |
| ------------------- | -------------- | ---------------- | --------------------- | ---------- |
| Academia Rey        | Barquisimeto   | Osmar Castillo   | Metropolitano de Lara | 47.919     |
| Angostura F.C.      | Ciudad Bolívar | Luis Vera        | Ricardo Tulio Maya    | 2.500      |
| Fundación AIFI      | Ciudad Guayana | José Danglad     | CTE Cachamay          | 41.300     |
| Llaneros de Guanare | Guanare        | Edwin Quilagury  | Rafael Pinto          | 10.000     |
| Universidad Central | Caracas        | Pedro Acosta     | Olímpico de la UCV    | 24.000     |
| Yaracuy F.C.        | San Felipe     | Manolo Contreras | Florentino Oropeza    | 11.000     |

#### Grupo Occidental (B) (Sede Mérida)
| Club                    | Città       | Allenatore      | Stadio                     | Spettatori |
| ----------------------- | ----------- | --------------- | -------------------------- | ---------- |
| Atlético El Vigía       | El Vigía    | Eduardo Borrero | Ramón Hernández            | 12.765     |
| Deportivo JBL del Zulia | Maracaibo   | Nino Valencia   | José Pachencho Romero      | 40.000     |
| Hermanos Colmenarez     | Barinas     | Luis Pacheco    | Estadio Reinaldo Melo      | 10.000     |
| Real Frontera S.C.      | San Antonio | Rodin Duque     | Polideportivo Pueblo Nuevo | 38.755     |
| ULA F.C.                | Mérida      | Elvis Martínez  | Guillermo Soto Rosa        | 14.000     |
| Ureña S.C.              | Ureña       | Pastor Márquez. | Complejo Deportivo UCAT    | 5.000      |

## Albo d'oro
| Stagione | Campioni                 | Secondo posto           | Terzo posto    |
| -------- | ------------------------ | ----------------------- | -------------- |
| 1979     | Falcón                   | Atlético Portuguesa     |                |
| 1980     | Falcón                   | Unión Deportiva Lara    |                |
| 1981     | Atlético San Cristobal   | Petroleros de Zulia     |                |
| 1982     | Mineros de Guayana       | Atlético Portuguesa     |                |
| 1983     | Non disputato            | Non disputato           | Non disputato  |
| 1984     | Caracas – Yamaha         | Atlético Anzoátegui     |                |
| 1985     | Marítimo                 | Atlético Portuguesa     |                |
| 1986     | Universidad de Los Andes | Deportivo Galicia       |                |
| 1986–87  | Pepeganga Margarita      | Peninsulares de Araya   |                |
| 1987–88  | Deportivo Galicia        | Minervén                |                |
| 1988–89  | Trujillanos              | Maracaibo F.C.          |                |
| 1989–90  | Valencia                 | Monagas                 |                |
| 1990–91  | Salineros                | Industriales del Caroní |                |
| 1991–92  | Deportivo Galicia        | Llaneros                |                |
| 1992–93  | Atlético El Vigía        | Maracaibo F.C.          |                |
| 1993–94  | Deportivo Lara           | Marinos                 |                |
| 1994–95  | Universidad de Los Andes | Atlético Zamora         |                |
| 1995–96  | Non disputato            | Non disputato           | Non disputato  |
| 1996–97  | Nacional Táchira         | Valencia                |                |
| 1997–98  | Nueva Cádiz              | Atlético Zamora         |                |
| 1998–99  | Llaneros                 | Trujillanos             |                |
| 1999–00  | Non disputato            | Non disputato           | Non disputato  |
| 2000–01  | Deportivo Galicia        | Portuguesa              |                |
| 2001–02  | Zulianos                 | Carabobo                |                |
| 2002–03  | Atlético El Vigía        | Unión Lara              |                |
| 2003–04  | Unión Deportivo Marítimo | Deportivo Anzoátegui    |                |
| 2004–05  | Aragua                   | Deportivo Maracaibo     |                |
| 2005–06  | Portuguesa               | Zamora                  |                |
| 2006–07  | Atlético El Vigía        | Club Deportivo Lara     |                |
| 2007–08  | Zulia                    | Minervén                |                |
| 2008–09  | Atlético Trujillo        | Centro Ítalo            | Trujillanos    |
| 2009–10  | Atlético Venezuela       | Caracas "B"             | Angostura F.C. |
| 2010–11  | Llaneros                 | Tucanes de Amazonas     | Real Bolívar   |
| 2011–12  | Atlético Venezuela       | Portuguesa              | Angostura F.C. |
| 2012–13  | Tucanes de Amazonas      | Carabobo                | Caracas B      |
| 2013–14  | Portuguesa               | Metropolitanos          | Zamora B       |
| 2014–15  | Ureña SC                 | Estudiantes de Caracas  |                |
| 2015     | Monagas SC               | Deportivo JBL del Zulia |                |
| 2016     | Metropolitanos FC        | Atlético Socopó FC      |                |
| 2017     | Estudiantes de Caracas   | Gran Valencia           |                |
| 2018     | Llaneros de Guanare      | Lala FC                 |                |
| 2019     | Yaracuyanos F.C.         | GV Maracay              |                |
| 2020     | Hermanos Colmenarez      | Universidad Central     |                |